# Christer Rohlén
Christer Rohlén, ur. jako Christer Karlsson (ur. 7 kwietnia 1967 w Kumli) – szwedzki żużlowiec.
Był pierwszym obcokrajowcem w Apatorze Toruń. W 1990 r. mimo iż wystąpił w 3 meczach, to udało mu się zdobyć 38 punktów (w 16 biegach), co dało mu średnią 2,5 pkt./bieg. Dzięki temu zdobył mistrzostwo kraju. Po raz kolejny w Apatorze Toruń jeździł w 1994 r. Zastąpił Pera Jonssona, który doznał kontuzji podczas derbów Pomorza z Polonią Bydgoszcz, jednak nie udało mu się zaskarbić serca trenera Wojciecha Żabiałowicza i odszedł z toruńskiego teamu.
Zawodnik na początku kariery jeździł pod nazwiskiem Karlsson, jednak na początku lat 90. zmienił nazwisko na Rohlén.